# Cable mecánico

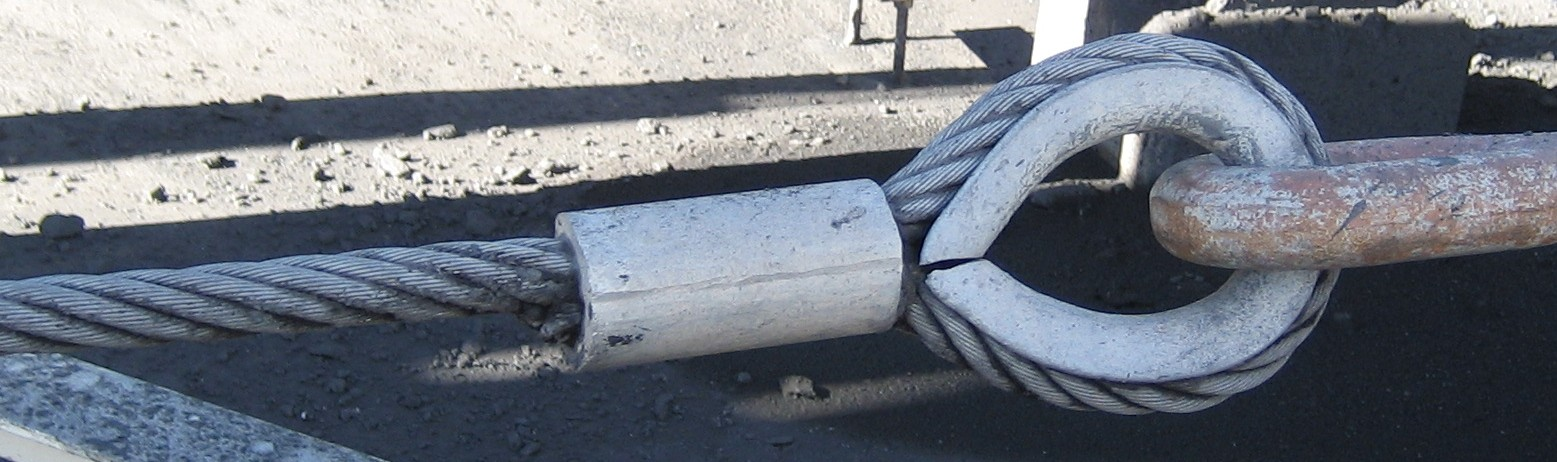
Argolla terminal de un cable mecánico de tracción.

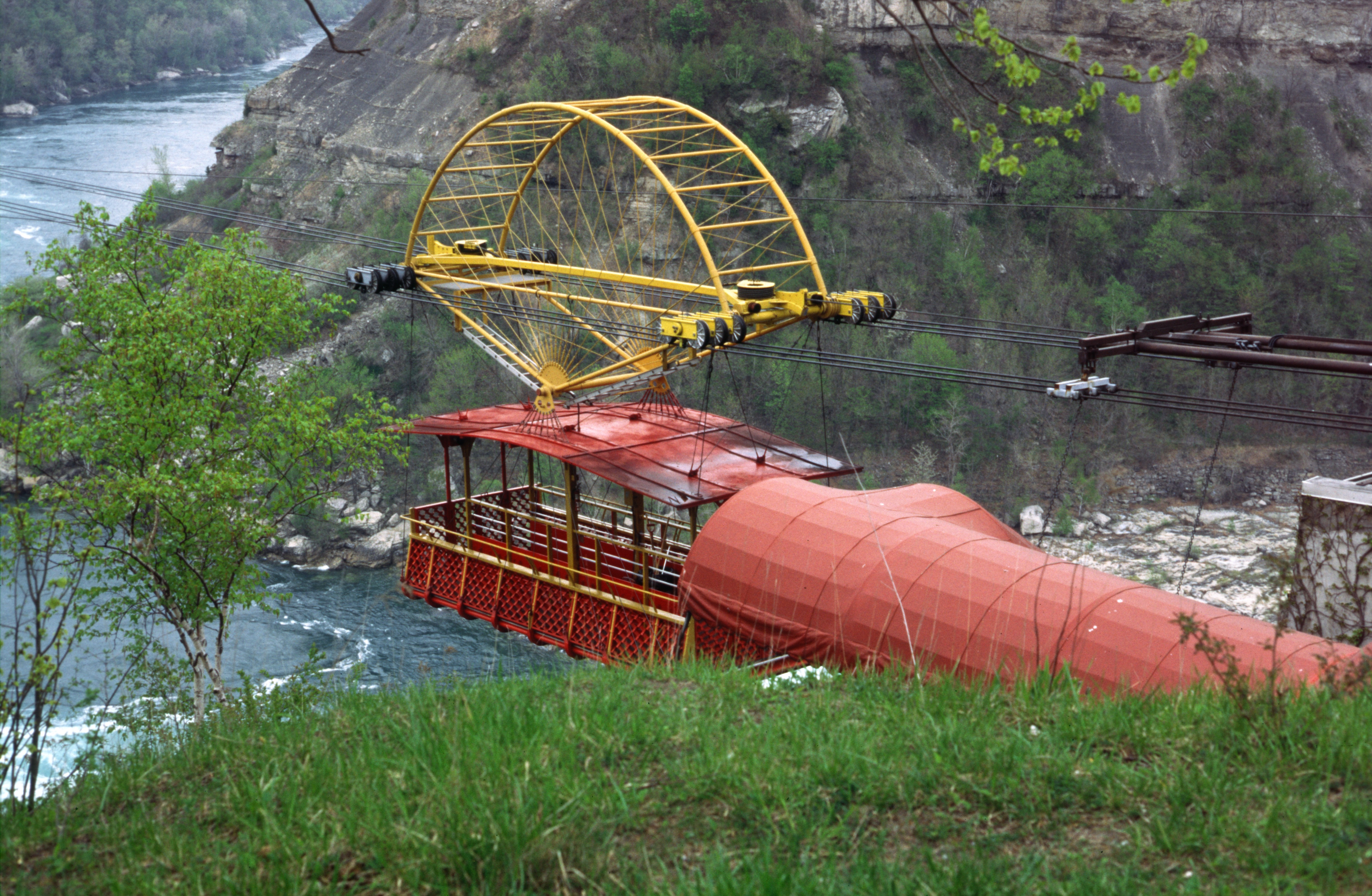
El teleférico llamado Spanish Aerocar que atraviesa la Cataratas del Niágara. Concebido por el Ingeniero español Torres Quevedo en 1916, aún hoy en día presta servicio, utilizando cables de tracción y suspensión.

El cable mecánico es aquel cable empleado para la transmisión mecánica de movimiento o de cargas entre otros elementos mecánicos, como palancas, ruedas, y poleas, etc.
Los cables mecánicos básicamente realizan su trabajo en tracción o en rotación.
En rotación se  denomina sirga.
Normalmente suele usarse cable de acero, aunque el avance en los materiales ha hecho que en algunos ambientes corrosivos se utilice materiales plásticos, o sintéticos, como el poliéster o el kevlar.

## Materiales de los cables mecánicos
- Metálicos:

Los materiales metálicos más usados para la fabricación de cables son el acero galvanizado y el acero inoxidable. El cable metálico suele usarse en los casos en los que existen altas cargas de tracción. Su construcción puede ser en forma de cordón, formado por varios alambres o por una sola varilla. 
- Plásticos y fibras sintéticas:

Los materiales plásticos y sintéticos más comúnmente usados en cables de tracción son: poliéster, kevlar, polietileno de alto módulo y  polipropileno de alta resistencia. 
Estos materiales presentan la ventaja de su resistencia a la corrosión, y algunos de ellos gran resistencia a la intemperie, y mucho menor peso que los metálicos. Se diferencian poco de las cuerdas de material sintético; solo por su mayor densidad y rigidez.

## Aplicaciones

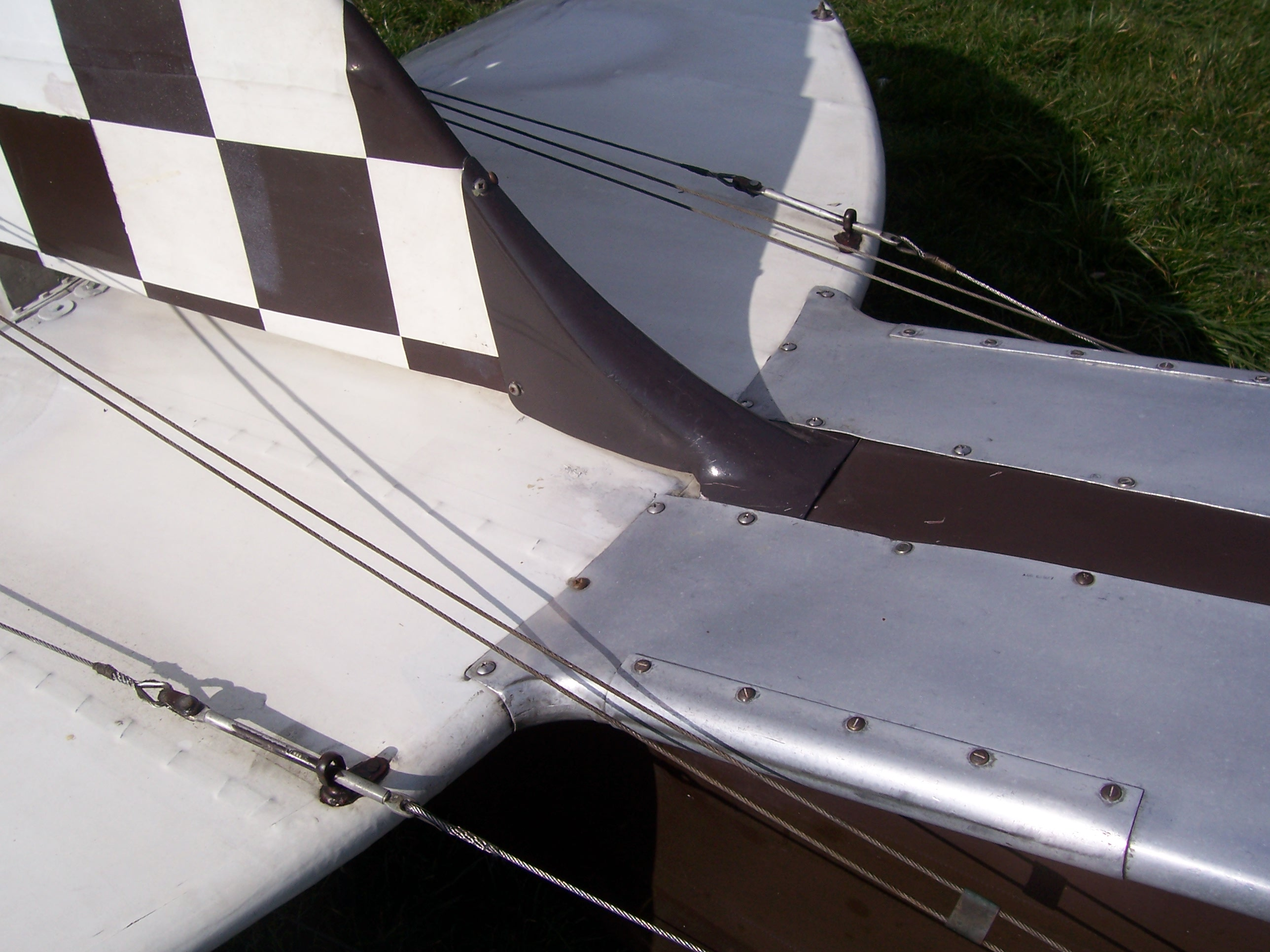
Cables mecánicos de control del elevador y timón de una avioneta de Havilland Tiger Moth.

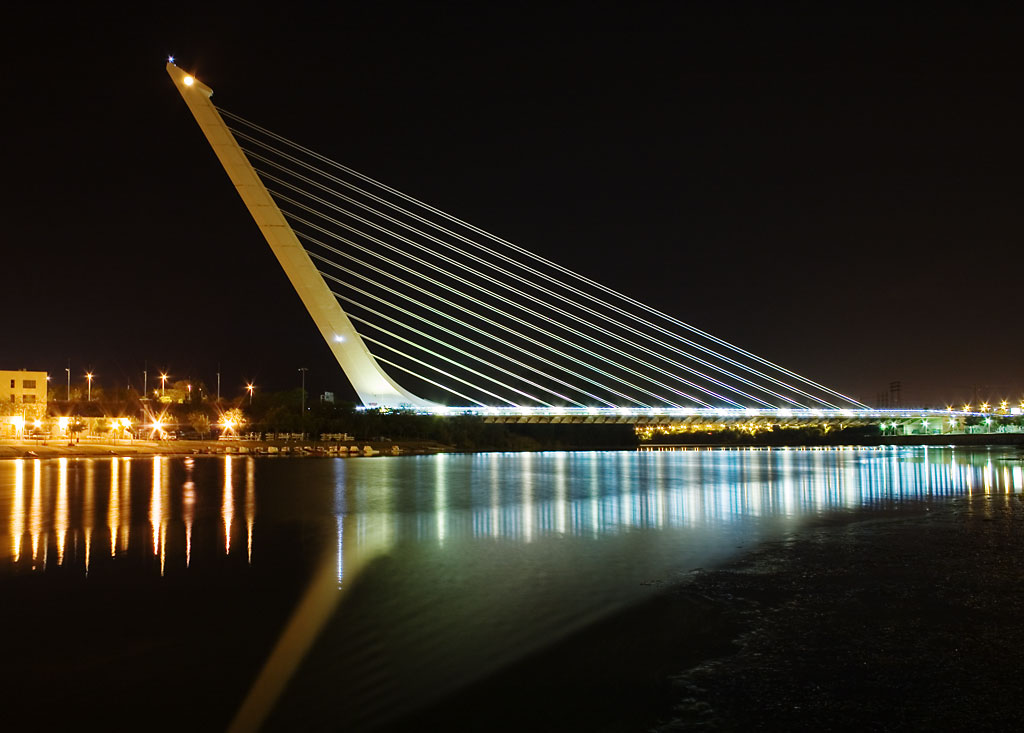
El puente del Alamillo, en Sevilla, utiliza cables mecánicos como elemento de su estructura.

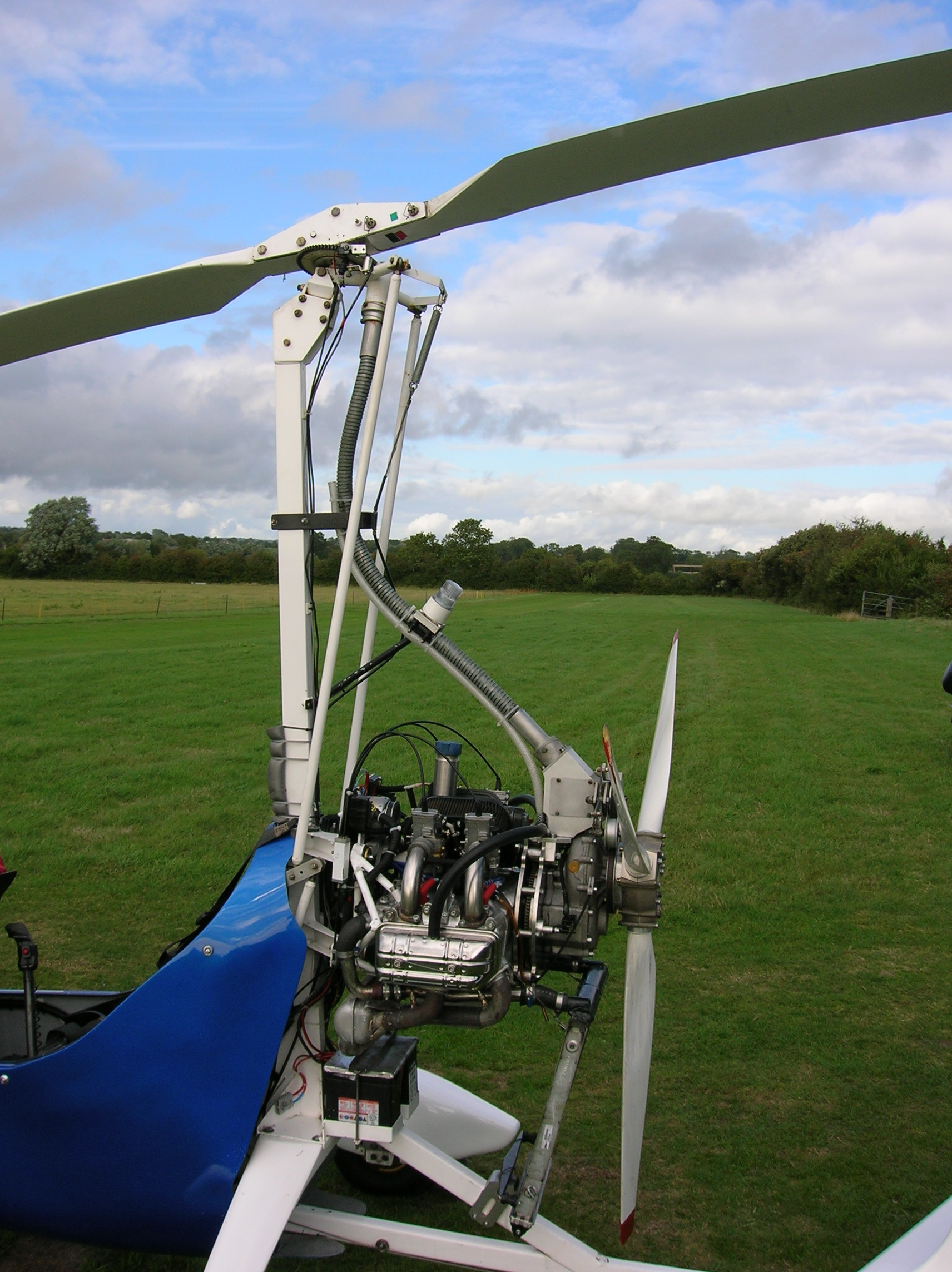
Rotor de un autogiro, dotado de transmisión flexible por sirga para la pre-rotación (cable negro del centro) antes del despegue vertical.

Desde principios del siglo XIX se utilizan los cables como elementos mecánicos básicos en multitud de aplicaciones. Una de las más antiguas es la elevación de cargas mediante grúas, utilizando cabrestantes y poleas.
También se emplean cables mecánicos en la suspensión y accionamiento de teleféricos, funiculares y tranvías.
Los cables de tracción han sido el sistema más empleado tradicionalmente desde los inicios de la aviación para accionar los mandos de vuelo, en los aviónes.
También se emplean cables de tracción como elemento estructural en puentes, edificios y otras obras de arquitectura.
El Cable Bowden es unos de los tipos de cable mecánico más usado en automoción, tanto en motocicletas como en automóviles, aunque es muy conocido por su uso en los frenos de las bicicletas.
Los cables para las distintas modalidades de pesca (cerco, arrastre por popa, arrastre de costado y buques de menor dimensión como camaroneros y otros) deben cumplir una serie de cualidades para los esfuerzos que se les exigen: desgaste o abrasión, flexión en los puntos donde se pliega al final de las maniobras, esfuerzo de tracción indicada por la tensión debiendo evitarse sobrecargas, alargamiento que debe ser el menor posible, esfuerzo de rozamiento y resistencia a la corrosión  y su protección en los ambientes salinos y de altas temperaturas de trabajo.
Los cables mecánicos que trasmiten movimiento de rotación, conocidos como sirgas, se emplean en automoción desde los primeros automóviles para transmitir el movimiento de las ruedas del vehículo al velocímetro situado en el panel de instrumentos , o para trasmitir el movimiento de giro del motor al cuentarrevoluciones,
Recientemente se ha empleado en los autogiros para pre-rotación del rotor antes de un despegue vertical